# Schizopetalon walkeri
Schizopetalon walkeri är en korsblommig växtart som beskrevs av John Sims. Schizopetalon walkeri ingår i släktet Schizopetalon och familjen korsblommiga växter. Inga underarter finns listade i Catalogue of Life.